# Hemilophia pulchella
Hemilophia pulchella är en korsblommig växtart som beskrevs av Adrien René Franchet. Hemilophia pulchella ingår i släktet Hemilophia och familjen korsblommiga växter. Inga underarter finns listade i Catalogue of Life.